# Condylospora spumigena
Condylospora spumigena är en svampart som beskrevs av Nawawi 1976. Condylospora spumigena ingår i släktet Condylospora, divisionen sporsäcksvampar och riket svampar.   Inga underarter finns listade i Catalogue of Life.